# Adephagia
Adephagia ( /ædiˈfeɪdʒiə/,  greacă veche Ἀδηφαγία    ) în mitologia greacă era zeița și personificarea lăcomiei . Ea este menționată într-o singură sursă, având un templu pe insula Sicilia unde era venerată alături de Demetra .